# Juan Bravo (futbolista)
Juan David Bravo (Medellín, Colombia, 1 de abril de 1990) es un futbolista colombiano. Juega como defensor en el Football Club Pyunik de la Liga Premier de Armenia.

## Trayectoria
Se inició en las categorías inferiores del Atlético Nacional de Medellín entre 2008 y 2010, de allí fue transferido al Deportivo Merlo de Argentina, a manera de intercambio por el arquero Franco Armani a mediados 2010. En territorio argentino se mantiene durante 9 años, fichando a mediados del 2019 con el Lori FC de Armenia.

## Clubes
| Club              | País      | Año           |
| ----------------- | --------- | ------------- |
| Deportivo Merlo   | Argentina | 2010-2013     |
| Los Andes         | Argentina | 2013-2014     |
| Boca Unidos       | Argentina | 2015-2016     |
| Los Andes         | Argentina | 2017          |
| Sportivo Barracas | Argentina | 2018-2019     |
| Lori FC           | Armenia   | 2019-2020     |
| Ararat Ereván     | Armenia   | 2020-2022     |
| FC Pyunik         | Armenia   | 2022-presente |

## Palmarés

### Títulos nacionales
| Título          | Club                | País    | Año  |
| --------------- | ------------------- | ------- | ---- |
| Copa de Armenia | F. C. Ararat Ereván | Armenia | 2021 |